# سنگی‌سر
سنگی‌سر (نام علمی: Petrocephalus) نام یک سرده از تیره پیل‌ماهیان است.